# Leontodon incanus
Il dente di leone biancheggiante (nome scientifico  Leontodon incanus  Schrank, 1786) è una specie di pianta angiosperma dicotiledone della famiglia delle Asteraceae.

## Etimologia
Il nome del genere (Leontodon) deriva da due parole greche "leon" ( = leone), e "odous" ( = "dente") e si riferisce ai margini dentati delle foglie. L'epiteto specifico (incanus ) significa "grigiastro o canuto".
Il nome scientifico della specie è stato definito dal botanico Franz von Paula von Schrank (1747-1835) nella pubblicazione " Baier. Reise" ( Baier. Reise 14.) del 1786.

## Descrizione

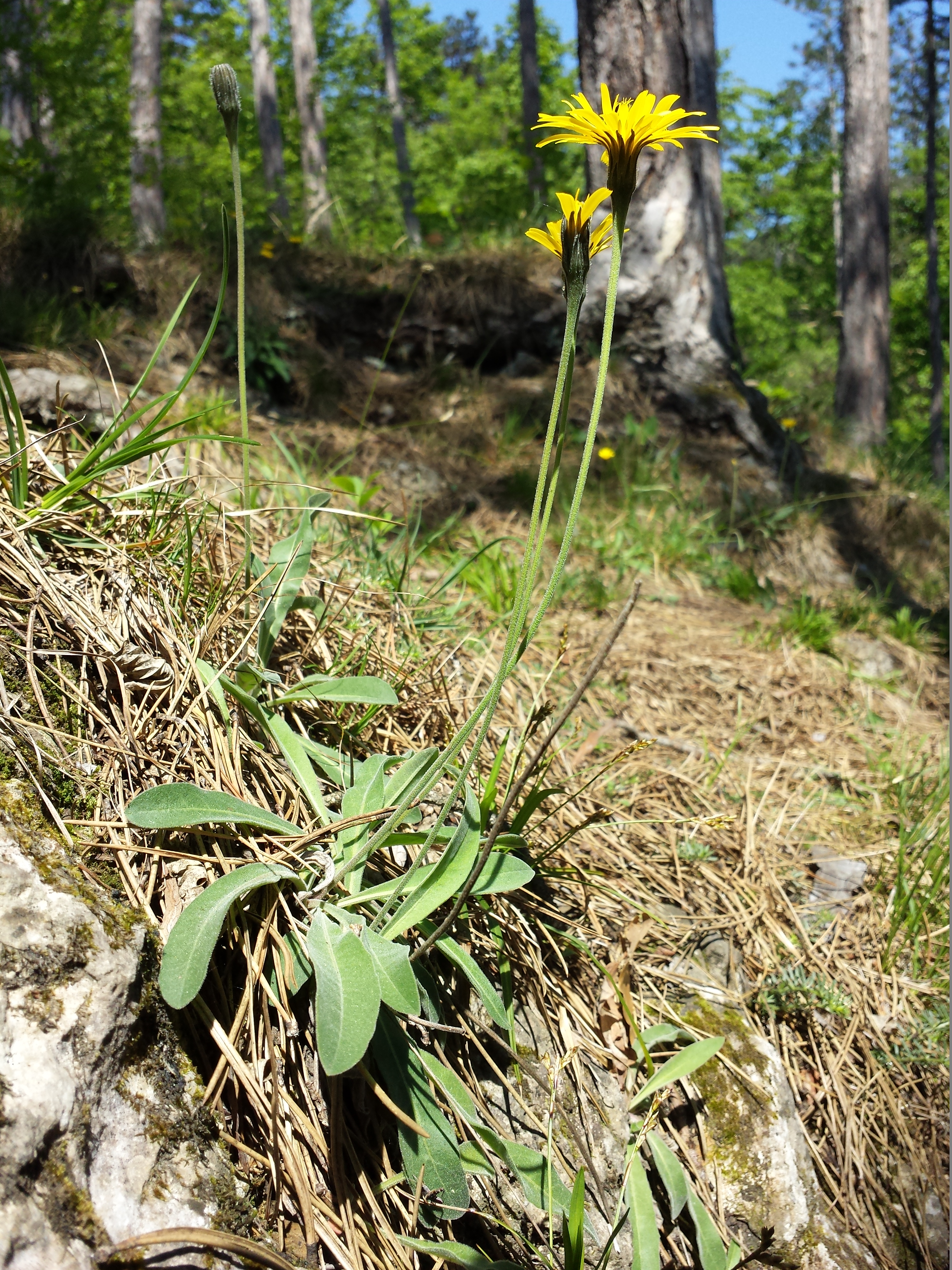
Il portamento

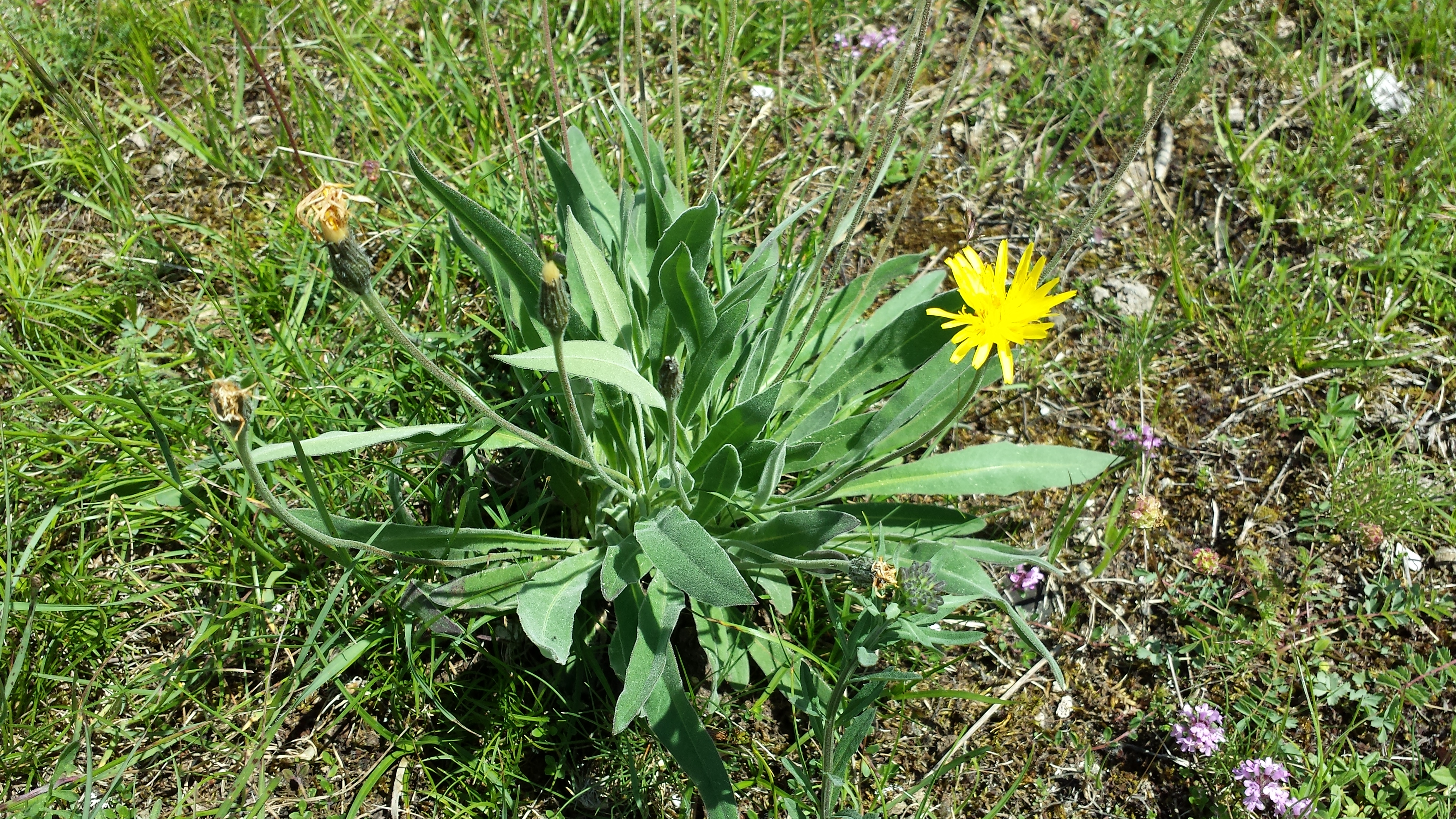
Le foglie

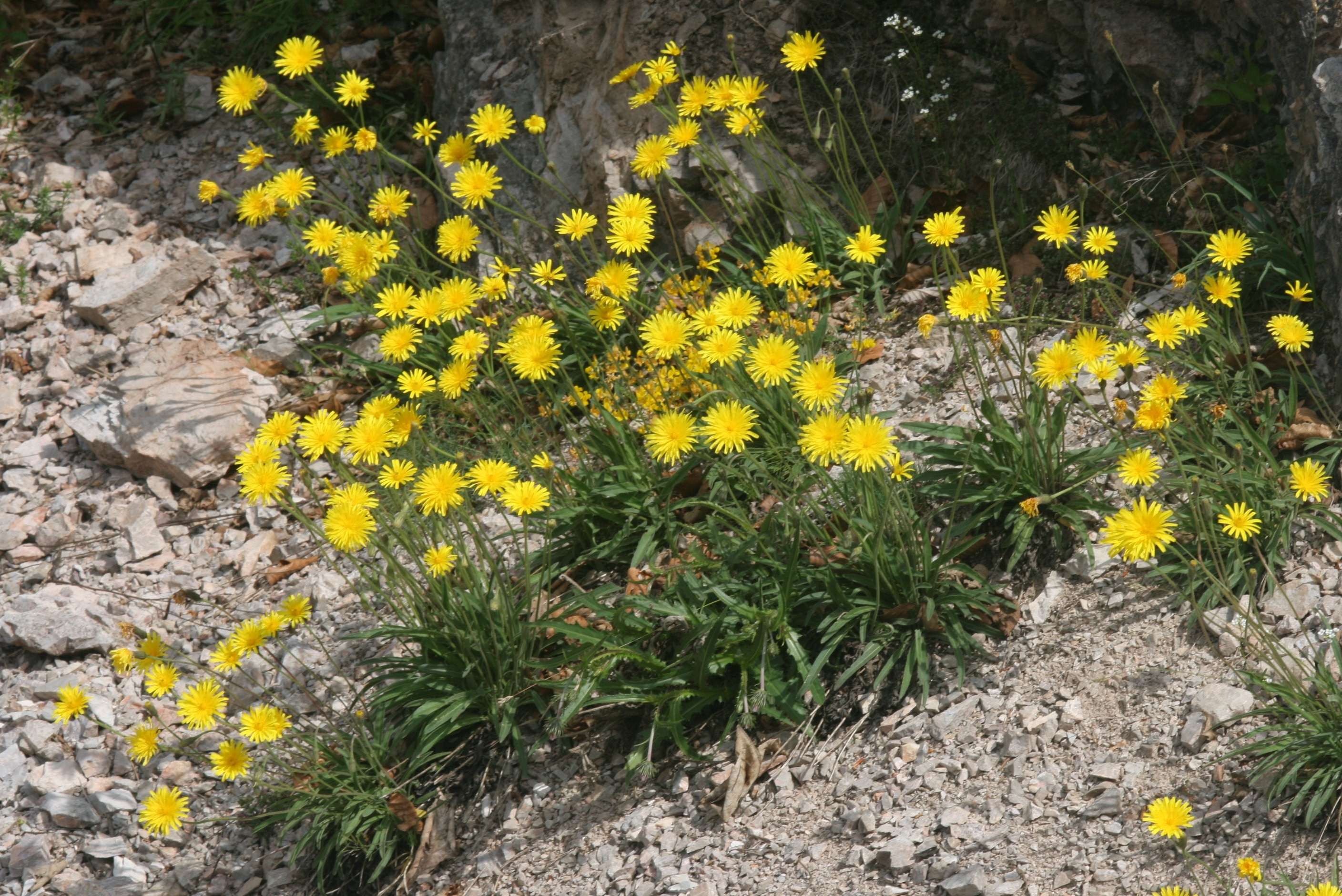
Infiorescenza

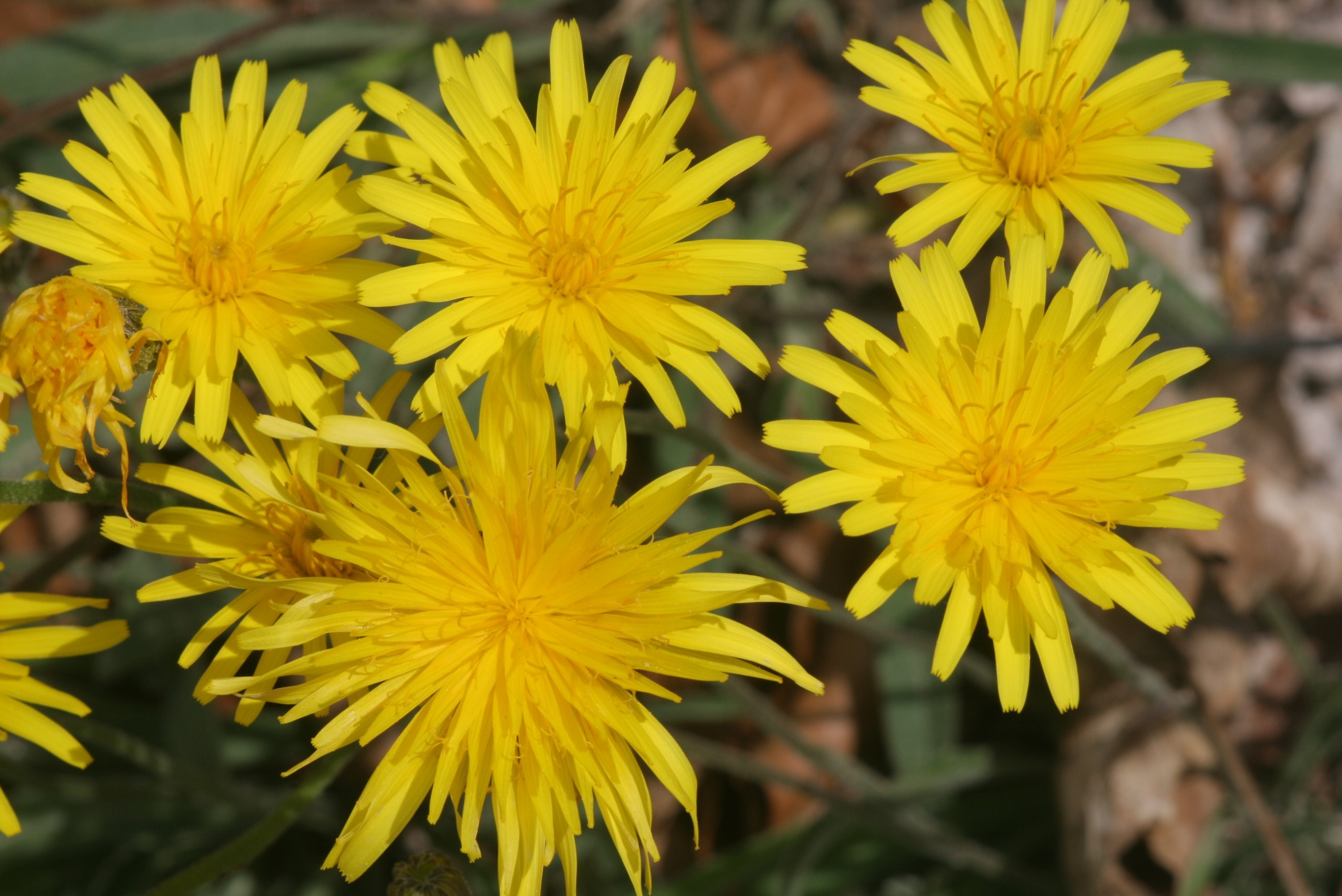
I fiori

Habitus. La forma biologica è emicriptofita rosulata (H ros), ossia in generale sono piante erbacee, a ciclo biologico perenne, con gemme svernanti al livello del suolo e protette dalla lettiera o dalla neve e hanno le foglie disposte a formare una rosetta basale. Alcune parti della pianta sono provviste di latice. La maggior parte di queste piante sono ricoperte da densi peli stellati.
Radici. Le radici sono fittonose.
Fusto. la parte aerea del fusto è uno scapo diritto, robusto e nudo (afillo) con infiorescenze terminali; per ogni pianta si possono avere diversi steli (o scapi). Sotto il capolino il fusto è ingrossato. Queste piante arrivano ad una altezza di 20 – 40 cm.
Foglie. In genere queste piante sono provviste di una rosetta basale (le foglie cauline non sono presenti) con foglie disposte in modo patente e piccioli il più delle volte arrossati e alati. La lamina delle foglie è intera o di tipo sinuato-dentato con perimetro oblanceolato-spatolato con la larghezza massima verso l'apice della foglia; l'apice è acuto o arrotondato. La superficie è ricoperta in modo uniforme da uno strato vellutato, grigio-cinerino di peli stellati con 4 e più raggi.
Infiorescenza.  Le infiorescenze sono composte da singoli capolini peduncolati per ogni stelo (gli scapi normalmente sono indivisi). I peduncoli possono essere ingrossati appena sotto l'infiorescenza. I capolini, penduli prima dell'antesi, sono formati da un involucro a forma cilindrica o campanulata composto da brattee (o squame) disposte in modo embricato su più serie (usualmente 2) all'interno delle quali un ricettacolo fa da base ai fiori tutti ligulati. Le brattee dell'involucro, cinerino-tomentose, possono essere ricoperte da peli simili a quelli delle foglie; la forma delle squame è lineare (talvolta quelle esterne sono lanceolate). Il ricettacolo è nudo, ossia privo di pagliette a protezione della base dei fiori. Diametro dei capolini: 1,5 – 3 cm.
Fiori. I fiori sono ermafroditi, zigomorfi, tetra-ciclici (calice – corolla – androceo – gineceo) e pentameri (a 5 elementi). Nelle specie di questo genere i fiori sono solamente quelli ligulati; i fiori tubulosi non sono presenti. Talvolta i fiori più periferici sono unisessuali e con canali laticiferi.
- Formula fiorale:

*/x K {\displaystyle \infty }, [C (5), A (5)], G 2 (infero), achenio
- Calice: i sepali sono ridotti ad una coroncina di squame.
- Corolla: i petali alla base sono saldati a tubo e terminano con una ligula a 5 denti (è la parte finale dei cinque petali saldati fra di loro). Il colore dei fiori normalmente varia da giallo-chiaro a sulfureo; quello dei fiori più esterni può essere più scuro sul lato più esterno.
- Androceo: gli stami sono 5 con filamenti liberi e distinti, mentre le antere sono saldate in un manicotto (o tubo) circondante lo stilo.[15] Le antere alla base sono acute. Il polline è tricolporato.[16]
- Gineceo: lo stilo è filiforme. Gli stigmi dello stilo sono due divergenti e ricurvi con la superficie stigmatica posizionata internamente (vicino alla base).[17] L'ovario è infero uniloculare formato da 2 carpelli.
- Antesi: da maggio a giugno.

Frutti. I frutti sono degli acheni con pappo piumoso (da bianco-sporco a brunastro-chiaro). La forma dell'achenio è un po' ristretta all'apice (il becco è assente); ha inoltre delle coste oscure (da 10 a 14) percorse da deboli rugosità trasversali. Il pappo è formato da diverse setole semplici o piumose disposte su due serie (quelle esterne sono più brevi). La piumosità delle setole è data dalla presenza di peli secondari persistenti fino alla maturità dell'achenio.

## Biologia
- Impollinazione: l'impollinazione avviene tramite insetti (impollinazione entomogama tramite farfalle diurne e notturne).
- Riproduzione: la fecondazione avviene fondamentalmente tramite l'impollinazione dei fiori (vedi sopra).
- Dispersione: i semi (gli acheni) cadendo a terra sono successivamente dispersi soprattutto da insetti tipo formiche (disseminazione mirmecoria). In questo tipo di piante avviene anche un altro tipo di dispersione: zoocoria. Infatti gli uncini delle brattee dell'involucro si agganciano ai peli degli animali di passaggio disperdendo così anche su lunghe distanze i semi della pianta.

## Distribuzione e habitat

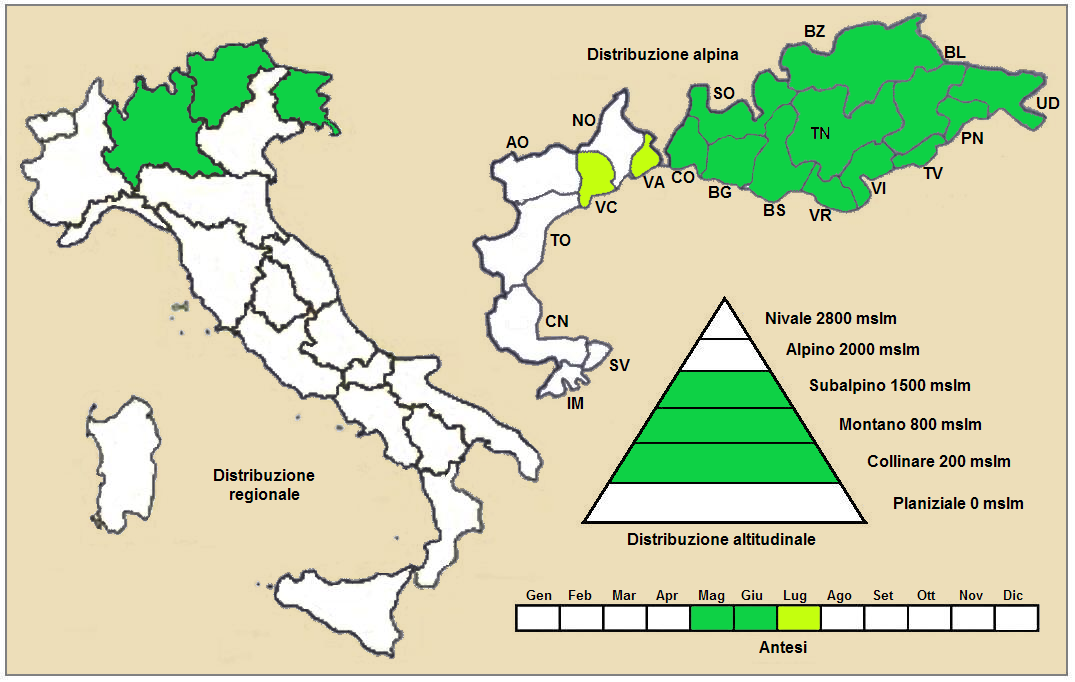
Distribuzione della pianta (Distribuzione regionale – Distribuzione alpina)

- Geoelemento: il tipo corologico (area di origine) è  Orofita - Est Alpico / Carpatico .
- Distribuzione: in Italia questa specie si trova raramente nelle Alpi Orientali. Fuori dall'Italia, sempre nelle Alpi, questa specie si trova in Svizzera, Austria e Slovenia. Sugli altri rilievi collegati alle Alpi è presente nel Massiccio del Giura e Carpazi.[19]  Nel resto dell'Europa si trova in Europa Centrale e Penisola Balcanica.[2]
- Habitat: l'habitat preferito per queste piante sono le rocce alterate, zone di sfaticcio, ghiaie e pascoli aridi. Il substrato preferito è calcareo con pH basico, bassi valori nutrizionali del terreno che deve essere arido.
- Distribuzione altitudinale: sui rilievi alpini, in Italia, queste piante si possono trovare tra 400 a 2.100 m s.l.m.; nelle Alpi frequentano quindi i seguenti piani vegetazionali: collinare, montano e subalpino.

### Fitosociologia

#### Areale alpino
Dal punto di vista fitosociologico alpino Leontodon incanus appartiene alla seguente comunità vegetale:
Formazione: delle comunità a emicriptofite e camefite delle praterie rase magre secche
Classe: Festuco-Brometea

#### Areale italiano
Dal punto di vista fitosociologico italiano la specie di questa voce appartiene alla seguente comunità vegetale:
Macrotipologia: vegetazione delle praterie
Classe: Festuco valesiacae-brometea erecti Br.-Bl. & Tüxen ex Br.-Bl., 1949
Ordine: Scorzonero villosae-chrysopogonetalia grylli Horvatić & Horvat in Horvatić, 1963
Alleanza: Saturejion subspicatae (Horvat, 1974) Horvatic, 1975
L'alleanza Saturejion subspicatae  include le praterie xerofile e rupicole caratterizzate da elevata aridità e marcata eliofilia delle specie. Sono correlate a suoli primitivi o minerali, oligotrofici, su rocce compatte, nel piano bioclimatico supramediterraneo e distribuite fino al piano mesotemperato superiore (200–900 m) dei rilievi prealpini. La distribuzione di questo areale si estendono dal litorale croato-dalmatico alle propaggini calcaree delle Alpi sudorientali. Le entità associate a questa alleanza hanno una distribuzione sudesteuropea e illirica. Alcune comunità di questa alleanza possiedono caratteristiche di praterie borigene primarie e possono quindi essere considerate stabili o lungamente durevoli in quanto localizzate in zone soggette a venti di bora che ne impediscono l'incespugliamento; altre si configurano come praterie secondarie, originate dall'azione dell'uomo e mantenute attraverso pascolamento.
Alcune specie presenti nell'alleanza: Inula ensifolia, Bromopsis condensata, Cytisus pseudoprocumbens, Plantago argentea, Allium ochroleucum, Ornithogalum kochii, Asperula purpurea, Stipa eriocaulis, Fumana procumbens, Teucrium montanum, Carex humilis, Trinia glauca, Linum tenuifolium, Leontodon incanus, Leontodon crispus, Bothriochloa ischaemum, Ophrys apifera, Thesium divaricatum, Satureja montana, Artemisia alba, Convolvulus cantabrica, Koeleria splendens, Eryngium amethystinum, Chrysopogon gryllus, Galium lucidum, Centaurea scabiosa, Centaurea jacea, Cyanus triumfettii, Scorzonera austriaca, Scorzonera villosa, Sanguisorba minor, Scabiosa triandra e Medicago prostrata.
Altre alleanze e associazioni per questa specie sono:
- Erico carneae-Pinion sylvestris

## Tassonomia
La famiglia di appartenenza di questa voce (Asteraceae o Compositae, nomen conservandum) probabilmente originaria del Sud America, è la più numerosa del mondo vegetale, comprende oltre 23.000 specie distribuite su 1.535 generi, oppure 22.750 specie e 1.530 generi secondo altre fonti (una delle checklist più aggiornata elenca fino a 1.679 generi). La famiglia attualmente (2021) è divisa in 16 sottofamiglie.
Il basionimo per questa specie é: Hieracium incanum L., 1753.

### Filogenesi
Il genere di questa voce appartiene alla sottotribù Hypochaeridinae della tribù Cichorieae (unica tribù della sottofamiglia Cichorioideae). In base ai dati filogenetici la sottofamiglia Cichorioideae è il terz'ultimo gruppo che si è separato dal nucleo delle Asteraceae (gli ultimi due sono Corymbioideae e Asteroideae). La sottotribù Hypochaeridinae fa parte del "quarto" clade della tribù; in questo clade è posizionata nel "core" del gruppo , vicina alle sottotribù Crepidinae e Chondrillinae.
Il genere di questa voce, nell'ambito della sottostribù occupa il "core" del gruppo, e con i generi Picris e Helminthotheca formano un "gruppo fratello". Ricerche recenti hanno dimostrato che il genere Leontodon nella delimitazione tradizionale è polifiletico. La sezione Thrincia insieme ai generi Picris e Helminthotheca formano una politomia, mentre le due sezioni Leontodon e  Asterothrix formano un "gruppo fratello" monofiletico.
La specie di questa voce appartiene alla sezione Asterothrix: la distribuzione delle specie di questa sezione è mediterranea ed è caratterizzata da piante con peli 3-fidi; queste piante hanno inoltre un robusto fittone verticale; tutti gli acheni sono simili (con - oppure senza - brevi peli rigidi all'apice). Il numero cromosomico predominante di base è x = 4.
I caratteri distintivi per la specie di questa voce sono:
- il portamento delle piante è erbaceo con robusti rizomi verticali a fittone;
- l'indumento è peloso-vellutato (quasi cinereo) per peli lunghi e stellati;
- gli acheni interni e esterni sono simili;
- le foglie delle rosette hanno delle forme da intere a debolmente sinuate.

Il numero cromosomico della specie è: 2n = 8.

### Sinonimi
La specie di questa voce, in altri testi, può essere chiamato con nomi diversi. L'elenco che segue indica alcuni tra i sinonimi più frequenti:
- Apargia incana Scop.
- Hieracium incanum  L.
- Leontodon alpinus  Vill.
- Leontodon glabrescens  Fritsch
- Leontodon spatulifolius  Schloss. & Vuk.
- Virea incana  Gray